# Anton Ruland
Anton Ruland (* 25. November 1809 in Würzburg; † 8. Januar 1874 in München) war ein katholischer Priester, Bibliothekar und Politiker, Mitglied der Kammer der Abgeordneten im Bayerischen Landtag, katholisch-konservativ, dann Bayerische Patriotenpartei.

## Herkunft und Beruf
Ruland wurde als Sohn des Professors für Arzneimittelkunde und gerichtliche Medizin an der Universität Würzburg Thomas August Ruland (1776–1846) und dessen Ehefrau Anna Maria Christina (geborene Reder, 1776–1840), der Tochter des praktischen Arztes und Freikorpsführers Ignaz Reder aus Mellrichstadt, geboren. Anton Ruland hatte zwei Schwestern und drei Brüder, mit denen er in Würzburg aufwuchs. Dort besuchte er auch Volksschule und Gymnasium und schrieb sich 1826 mit dem Ziel, Priester zu werden, an der Hochschule ein (Theologie und Philosophie). 1829 erfolgte der Eintritt ins Priesterseminar, am 26. Mai 1832 die Priesterweihe. 1834 wurde Ruland an der Universität Würzburg mit einer Arbeit über den Messkanon (De S. Missae Canonis ortu et progressu nec non valore dogmatico) promoviert.
Noch 1832 erhielt Ruland eine Stelle als Kooperator des Kitzinger Pfarrers und sammelte erste Erfahrungen in der Seelsorge. 1833 wurde er von dem damaligen Leiter der Universitätsbibliothek Würzburg, Peter Richarz, seinem Patenonkel, als zweiter Bibliothekar angestellt. Nach Richarz' Berufung zum Bischof von Speyer (1835) geriet Ruland über Kompetenzstreitigkeiten in Konflikt mit der Professorenschaft und der Universitätsleitung, weshalb er 1837 gegen seinen Willen als Pfarrer nach Arnstein versetzt wurde. Hier wirkte er bis 1850 nicht nur geistlich, sondern auch literarisch, wobei seine in Würzburg erschienene Schrift Der Fränkische Clerus und die Redemptoristen (1848) auch überregional Beachtung fand. 1850 erfolgte seine erneute Berufung an die Universitätsbibliothek Würzburg, diesmal – auf Intervention des Mediziners Franz von Rinecker hin – als Oberbibliothekar im Rang eines ordentlichen Professors. Dieses Amt bekleidete Ruland bis zu seinem Tode.
Ruland war Mentor des Priesters und Universitätsbibliothekars Johann Baptist Stamminger (1836–1892), der 1868 das Fränkische Volksblatt als Organ des unterfränkischen Katholizismus schuf und als führende Persönlichkeit der Katholiken Unterfrankens das Erbe Rulands antrat.
Ruland starb während einer Landtagssession an der in München grassierenden Cholera. Zunächst in München bestattet, wurde sein Leichnam am 1. Juli 1892 nach Würzburg überführt und in der Familiengrabstelle auf dem Hauptfriedhof beigesetzt.

## Parlamentsmitgliedschaft
Ruland gehörte der Kammer der Abgeordneten, der zweiten Kammer des Bayerischen Landtags, erstmals im Jahr 1847 an. Zu diesem Zeitpunkt, noch vor der Reformgesetzgebung des Jahres 1848, hieß der Landtag gemäß der Verfassung von 1818 „Ständeversammlung“ und seine zweite Kammer bestand aus fünf „Klassen“. In jeder dieser Klassen wurden die Abgeordneten separat gewählt. Ruland war bei den Wahlen des Jahres 1845 in der Klasse der katholischen Geistlichen als Ersatzmann bestimmt worden und rückte 1847 für einen ausgeschiedenen Abgeordneten nach. Damit war Ruland auch Mitglied des seit März 1848 tagenden Reformlandtages.
Im November/Dezember 1848 wurde erstmals nach dem neuen Wahlgesetz vom 4. Juni 1848 gewählt (indirekte, gleiche, öffentliche Wahl für Männer nach dem Modus der absoluten Mehrheitswahl) und Ruland konnte kein Mandat gewinnen. Erst bei der Neuwahl im Juli 1849 war er erfolgreich und gehörte von da an bis zu seinem Tod der Abgeordnetenkammer an. Dabei vertrat er unterschiedliche Wahlkreise: 1849–1855 Haag/Oberbayern, 1855–1858 und 1858–1863 Würzburg/Unterfranken, 1863–1869 Schweinfurt/Unterfranken, 1869 Kitzingen/Unterfranken und schließlich 1869 bis zu seinem Tod Lohr/Unterfranken.
1851 bis 1862 war Ruland zudem Mitglied des Gemeindebevollmächtigtenkollegiums in Würzburg. Angebote, bei den Wahlen zum Zollparlament 1868 oder zum Deutschen Reichstag 1871 zu kandidieren, lehnte Ruland ab.

## Schriften
- Adrien Romain, premier professeur à la faculté de médecine de Wurzbourg. In: Le bibliophile belge. Band 2, Brüssel 1876, S. 56–100, 161–187 und 256–269.